# ابن قسيم الحموي
شرف الدين أبو المجد مسلم بن الخضر بن قسيم التنوخي الحموي (؟؟؟ - 542 هـ/1147-1148 م) هو شاعر عربي من حماة عاش في القرن السادس الهجري.

## سيرته
ولِدَ مسلم بن الخضر بن قسيم في مدينة حماة في الشام، وإليها يُنسَب، في أسرة عربية تعود أصولها إلى قبيلة تنوخ. نشأ ابن قسيم في حماة، وتلقَّى تعليمه الأولي هناك، ثُمَّ عمل في أحد مساجد المدينة، فلمَّا تفتقت موهبته الشعريَّة اتصل بعدد من الملوك والأمراء وتكسَّب من مديحهم. واشتهر بقصائده التي يمتدح فيها الزنكيين في حروبهم ضدَّ الروم. ازدادت شعبية ابن قسيم مع مرور الوقت حتى عُدَّ من أشهر شعراء الشام، وكانت بينه وبين ابن منير الطرابلسي مساجلات شعرية وإخوانيات. تُوفِّي ابن قسيم الحموي في سنة 542 هـ.

## شعره
له ديوان شعر. تناول ابن قسيم في شعره المديح والوصف والخمريات والإخوانيات والغزل والمجون، وشعره بسيط التراكيب سهل الأسلوب واضح المعاني.